# Stanisław Roman Bryl

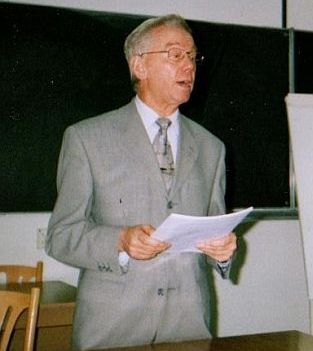
Stanisław Roman Bryl. Konferencja w Kielcach nt. Jana Legowicza. 25 listopada 2002 roku

Stanisław Roman Bryl (ur. 18 lutego 1941 w Tarnowie) – politolog, socjolog, filozof; dr hab. nauk humanistycznych w zakresie: filozofii, socjologii.

## Życiorys
Pierwszymi jego studiami wyższymi było 3-letnie Zawodowe Studium Administracyjne (Filia Uniwersytetu Jagiellońskiego w Katowicach, Uniwersytet Śląski w Katowicach 1966–1969). W latach 1969–1971 studiował na Wydziale Prawa i Administracji Uniwersytetu Śląskiego w Katowicach; kończąc pełne wyższe studia, uzyskując tytuł magistra administracji. Studiując nadal – już poza woj. katowickim – doktoryzował się (1977) w zakresie nauk humanistycznych: stopień naukowy doktora nauki o polityce, a w 1991 roku uzyskał stopień naukowy doktora habilitowanego nauk humanistycznych w zakresie: filozofii, socjologii.

Pracuje bez przerwy w dydaktyce i nauce w Polsce – od 1975 roku – u każdego z pracodawców na stanowisku kierownika zakładu.
Emerytowany profesor Uniwersytetu Jana Kochanowskiego w Kielcach. Zatrudniony nadal w Państwowej Wyższej Szkole Zawodowej w Raciborzu – tam profesor, kierownik Zakładu Zarządzania Zasobami Ludzkimi.

## Dorobek naukowy

### Publikacje
Opublikował, w kraju i za granicą, 103 publikacje naukowe – recenzowane.

Publikacje książkowe:
- Adaptacja społeczno-zawodowa początkującego nauczyciela w środowisku szkolnym. Piotrków Trybunalski 1994, 113 s.[3]
- Z badań nad adaptacją absolwentów kieleckiej Wyższej Szkoły Pedagogicznej w środowisku szkolnym. Piotrków Trybunalski 1995, 83 s.[4]
- Kultura polityczna. Zarys teorii. Warszawa 1995, 184 s.[5]
- Z badań nad startem zawodowym absolwentów Wyższej Szkoły Pedagogicznej im. Jana Kochanowskiego w Kielcach. Kielce 1998, 126 s.[6]

### Skrypty
- Kultura polityczna (wybór tekstów). Warszawa 1986, 199 s.[7]
- Wybór tekstów z historii filozofii i filozofii wychowania. Piotrków Trybunalski 1995, 212 s.[8]
- Wybór tekstów z historii filozofii i filozofii wychowania. Wydanie II uzupełnione, poprawione. Piotrków Trybunalski 2001, 240 s.[9]

### Prace badawczo-rozwojowe
Wdrożone w kraju oraz w kopalniach węgla kamiennego krajów ościennych. W okresie pracy naukowej w Głównym Instytucie Górnictwa w Katowicach, kierując służbą psychologiczno-socjologiczną resortu górnictwa węgla kamiennego w Polsce, opublikował 14 takich prac (o zróżnicowanym udziale własnym).

### Monografia
Kultura polityczna działaczy (raport z socjologicznych badań na próbie ogólnopolskiej). Warszawa 1989, 183 s.

Monografię zakupiło kierownictwo Centralnego Programu Badań Podstawowych CPBP 11.01. „Funkcjonowanie państwa i kultura polityczna społeczeństwa polskiego”. Kierownik naukowy Programu – prof. dr Franciszek Ryszka. Jednostka wiodąca badań – Uniwersytet Warszawski.

## Członkostwo w stowarzyszeniach naukowych
Ze względów poznawczych i z przekonania o potrzebie samokształcenia starał się należeć do następujących towarzystw naukowych:
- Polskie Towarzystwo Filozoficzne – członek;
- Polskie Towarzystwo Socjologiczne – członek;
- International Society for the Social Sciences of Sport (ISSSS) – z siedzibą w Akademii Wychowania Fizycznego Józefa Piłsudskiego w Warszawie – członek;
- Międzynarodowe Towarzystwo Nauk Społecznych o Sporcie (ISSSS) – Sekcja Krajowa – z siedzibą w Uniwersytecie w Rzeszowie – członek;
- Komisja Filozofii i Socjologii PAN – Oddział w Katowicach (w latach 2003–2010) – członek.

## Promowanie doktorów nauk

### Wypromował trzech doktorów
- dwie osoby ze stopniem naukowym doktora nauk humanistycznych w zakresie filozofii (2002, 2006);
- jedną osobę ze stopniem naukowym doktora nauk o kulturze fizycznej (2011).

## Otrzymane wyróżnienia
- Odznaczenia państwowe
  - Brązowy Krzyż Zasługi (1966);
  - Złoty Krzyż Zasługi (1983).
- Medal Złoty za Długoletnią Służbę (nadany postanowieniem Prezydenta Rzeczypospolitej Polskiej – na wniosek Ministra Nauki i Szkolnictwa Wyższego – 2012).
- Odznaki nadane przez Wojewódzką Radę Narodową w Katowicach i Radę Miasta Stołecznego w Warszawie:
  - Złota Odznaka Zasłużonemu w Rozwoju Województwa Katowickiego (1983);
  - Srebrna Odznaka Honorowa za Zasługi dla Warszawy (1988).